# Barringtonia procera
Barringtonia procera är en tvåhjärtbladig växtart som beskrevs av Reinhard Gustav Paul Knuth. Barringtonia procera ingår i släktet Barringtonia och familjen Lecythidaceae. Inga underarter finns listade i Catalogue of Life.